# Emanuel Schikaneder

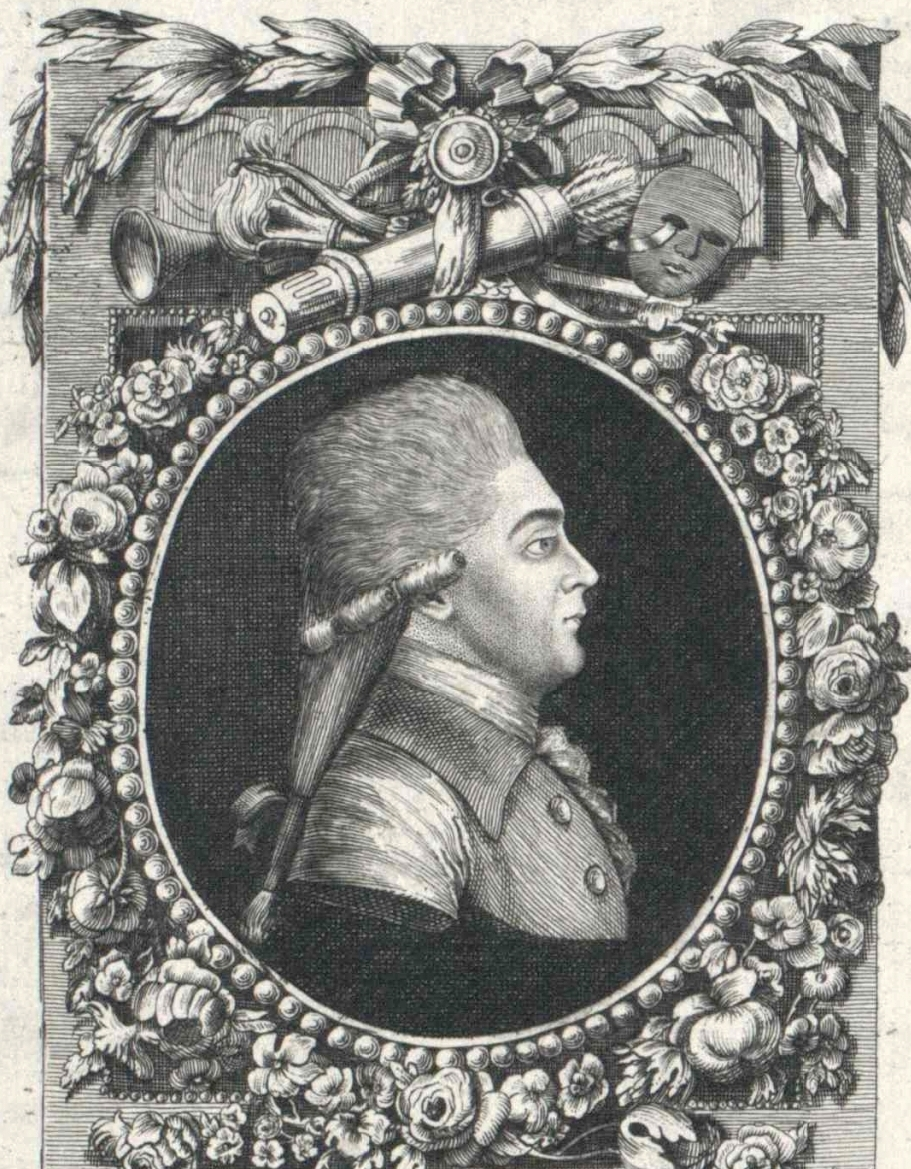
Emanuel Schikaneder

Emanuel Schikaneder właściwie Johann Joseph Schickeneder (ur. 1 września 1751 w Straubing, zm. 21 września 1812 w Wiedniu) – człowiek teatru, pisarz i dramaturg pochodzenia bawarskiego, mason działający na terenie Austrii.
Zaczął karierę jako aktor małej podróżującej spółki wykonującej improwizowaną farsę i piosenkę. W wieku 22 napisał i zagrał główną rolę w swojej pierwszej operetce. 5 lat później był kierownikiem własnego zespołu. Jego repertuar obejmował sztuki Gottholda Ephraima Lessinga, Goethego i Pedro Calderóna. Szczególne uznanie zdobył grając role szekspirowskie, zwłaszcza Hamleta. Zespół wykonywał również  farsy i singspiele. Podczas występów w Salzburgu w 1780 Schikaneder poznał rodzinę Wolfganga Amadeusa Mozarta.
Najbardziej znany jest jako twórca libretta singspielu Czarodziejski flet z muzyką Mozarta, w której światowej prapremierze w 1791 w Wiedniu Schikaneder grał rolę Papagena. Finansowy sukces uzyskany za sprawą tej opery sprawił, że mógł on później w 1801 otworzyć własny teatr w Wiedniu. Wystawiał tam głównie opery francuskie, które jednak nie spotkały się z uznaniem publiczności.
W wyniku zawieruchy wojennej początku XIX wieku Emanuel Schikaneder stracił fortunę i zmarł w biedzie w 1812.